# ヴィクトル・イェンセン
ヴィクトル・クリストフェル・イェンセン（Victor Christoffer Jensen、2000年2月8日 - ）は、デンマーク・デンマーク首都地域ビズオウア出身のサッカー選手。オランダ・エールディヴィジ・FCユトレヒト所属。ポジションはMF。

## クラブ経歴
FCコペンハーゲンのユースを経て、2017年6月にアヤックス・アムステルダムと契約。2017-18シーズンはU-19チームに配属され、10試合3ゴールを記録し、シーズン終盤にヨング・アヤックスに昇格。2018-19シーズンはU-19チームで4試合で3ゴールを決めて再びヨング・アヤックスに昇格。2020年12月に念願のトップチーム昇格が決まり、12日のPECズヴォレ戦でトップチーム初出場。
2021年2月1日、FCノアシェランへの2020-21シーズン終了までのローン移籍が発表。母国リーグで18試合3ゴールを記録。7月24日のアウディカップのFCバイエルン・ミュンヘン戦では、後半10分に同点ゴールを決め、その存在感を示した。
2022年5月1日、ローゼンボリBKへローン移籍した。
2023年1月31日、FCユトレヒトに移籍した。

## 代表経歴
2015年から各ユース世代のデンマーク代表に随時招集。2021年にはU-21代表でUEFA U-21欧州選手権に出場した。